# Запали свічку
«Запали свічку» — загальнонаціонально-міжнародна акція, яка відбувається щорічно у День пам'яті жертв Голодомору в четверту суботу листопада.

## Параметри акції
Традиційно о 16:00 пам'ять загиблих під час геноциду українського народу вшановують хвилиною мовчання та встановлюють запалену свічку на підвіконня як в Україні, так і в багатьох країнах світу. У багатьох містах та населених пунктах на головних майданах у цей час теж запалюють свічки.

## Історія акції
Ввести традицію запалювати свічку запропонував американський та український історик, дослідник Голодомору в Україні Джеймс Мейс у 2003 році.

## Символізм акції
Оскільки українці в основній своїй масі є християнським народом католицької і православної течій, то в українській культурі прийнято у храмах запалювати свічки за упокій померлих. Акція «Запали свічку пам'яті» покликана відтворити ту ж саму дію. Під час акції Свіча пам'яті запалюється о 16:00 у День пам'яті жертв Голодомору, що вшановується у четверту (тобто переважно останню) суботу листопада. Символізм полягає у тому, що це час переважно збігається з вечором останнього дня осені, після якого наступає Ніч і Зима. Акція «Запали свічку» повинна нагадувати всім українцям як важко було пережити жертвам Голодомору голодні і холодні зимові ночі 1933 року.